# Agustín Esteve
Agustín Esteve y Marqués (Valencia, 12 de mayo de 1753-Valencia, 1820) fue un pintor español que trabajó, sobre todo, para la casa real en Madrid. Discípulo de Goya, está considerado uno de los mejores retratistas españoles de finales del siglo XVIII y principios del XIX.

## Biografía
Hijo de Agustín Esteve Torralba, pintor de retablos, y de María Marqués, Agustín Esteve provenía de una familia cuyos orígenes artísticos se remontan al siglo XV.
En 1768, comenzó su formación en la Academia de Bellas Artes de San Carlos de Valencia y en 1770 se trasladó a Madrid para estudiar en la Real Academia de Bellas Artes de San Fernando, donde ganó dos años después un primer premio de dibujo. En 1778 ganó el primer premio de pintura de esa misma academia. 
Su pintura se vio muy influenciada por Francisco Bayeu, Mariano Salvador Maella y Rafael Mengs, aunque fue Goya, al que conoció en 1775 y con el que colaboró, el que más impacto artístico le causó. Muy influido por el genial aragonés, realizó gran número de copias de sus retratos, destinadas mayormente a familias de la corte y a instituciones públicas. Entre estas copias se puede citar una pareja de retratos de Carlos IV y María Luisa de Parma (Museo del Prado), que reproduce los originales de Goya conservados en el Palacio de Oriente; durante mucho tiempo se consideraron obras goyescas, si bien, en una carta, la misma reina María Luisa contaba a Godoy que los había pintado Esteve para él. 
Una de las obras maestras de Esteve es el retrato de la Marquesa de San Andrés de Parma, Condesa de Lerena, M.ª Josefa Piscatori Díaz de Lavandero (ca. 1791). El 14 de junio de 1780, el rey nombró a Esteve Pintor de la Corte. Eso le valió un salario de 6.000 reales que contrastan con los 15.000 que recibían otros pintores, o con los 55.000 de Francisco de Goya.
En 1800 fue nombrado pintor de cámara y académico de mérito de la de Bellas Artes de San Carlos. La llegada del nuevo rey, José I y la revuelta popular contra el francés que provocó la guerra de la independencia, motivaron su marcha a Valencia hasta 1815, cuando volvió a Madrid. 
El 20 de septiembre de 1819, el rey Fernando VII le concedió la jubilación con una renta de 6.000 reales. Regresó a Valencia, donde murió un año después.

## Obras

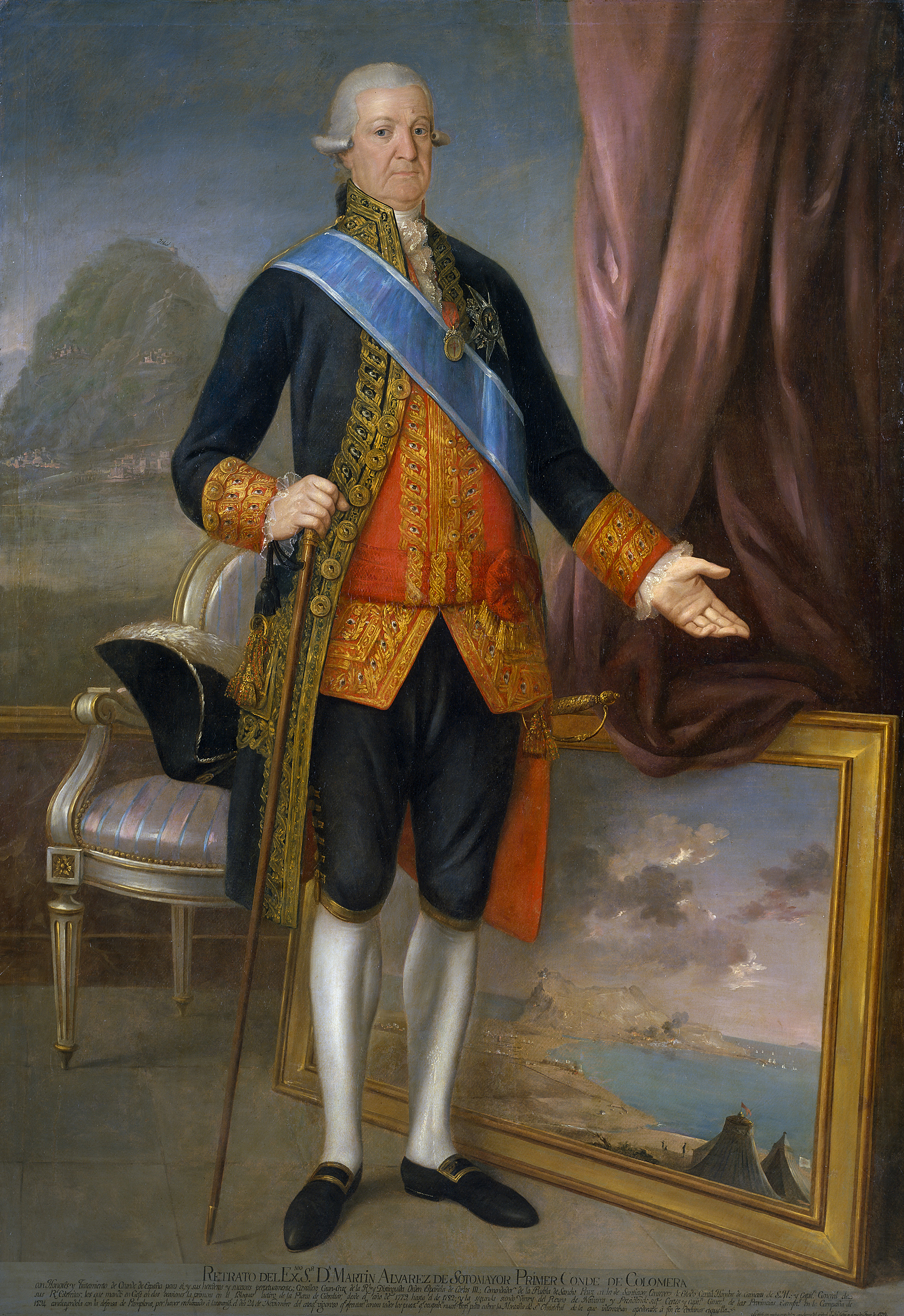
Martín Antonio Álvarez de Sotomayor y Soto-Flores, conde de Colomera (1798), Museo del Prado.

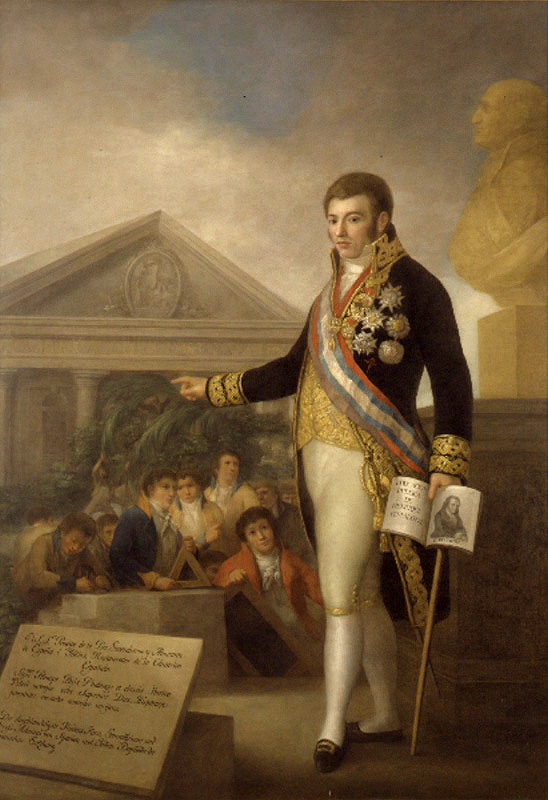
Manuel Godoy, fundador del Instituto Pestalozzi (c.1806), Museo de Bellas Artes de Valencia.

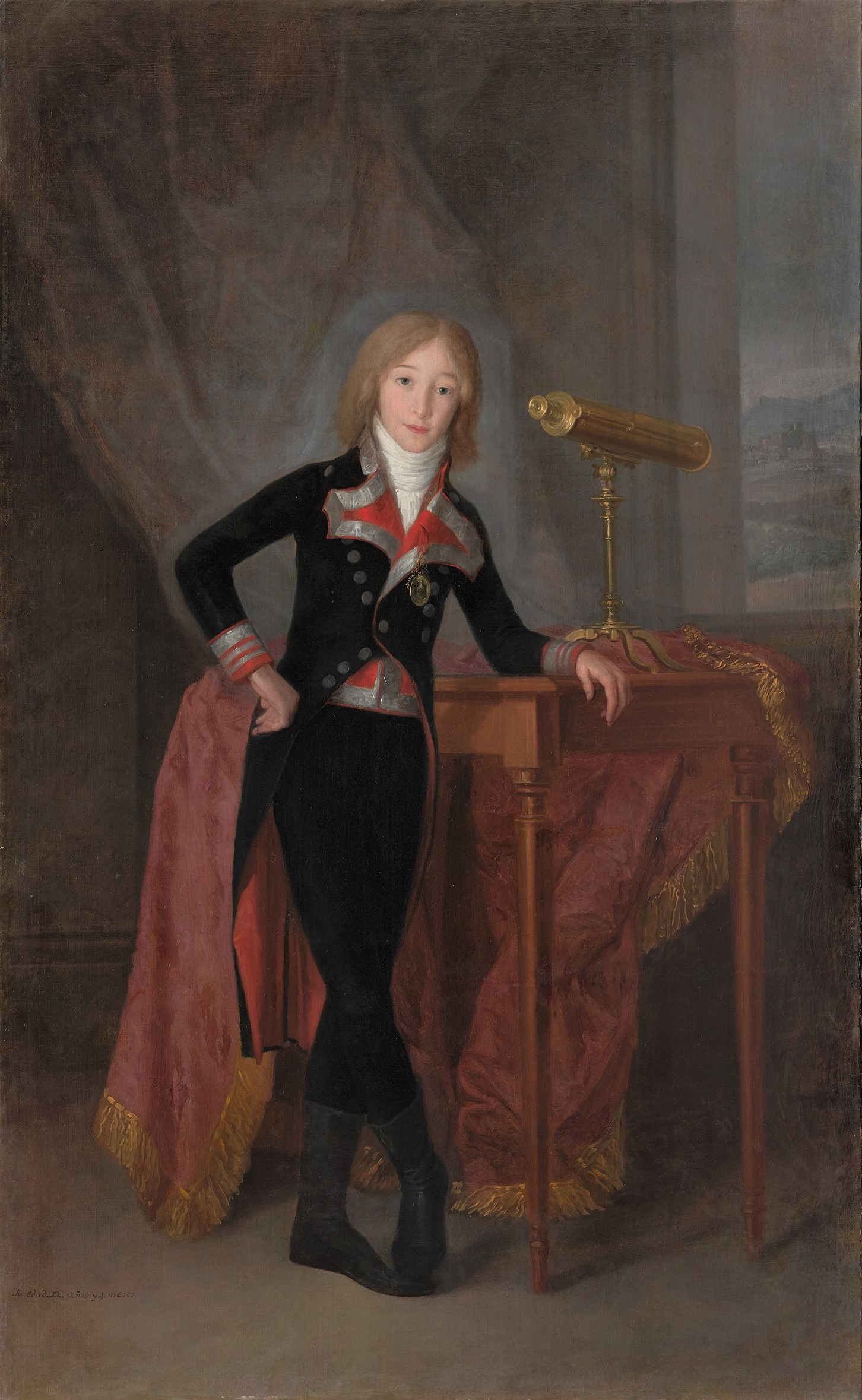
Probable retrato de Francisco de Borja Téllez-Girón, futuro X duque de Osuna (1797), Colección Masaveu.

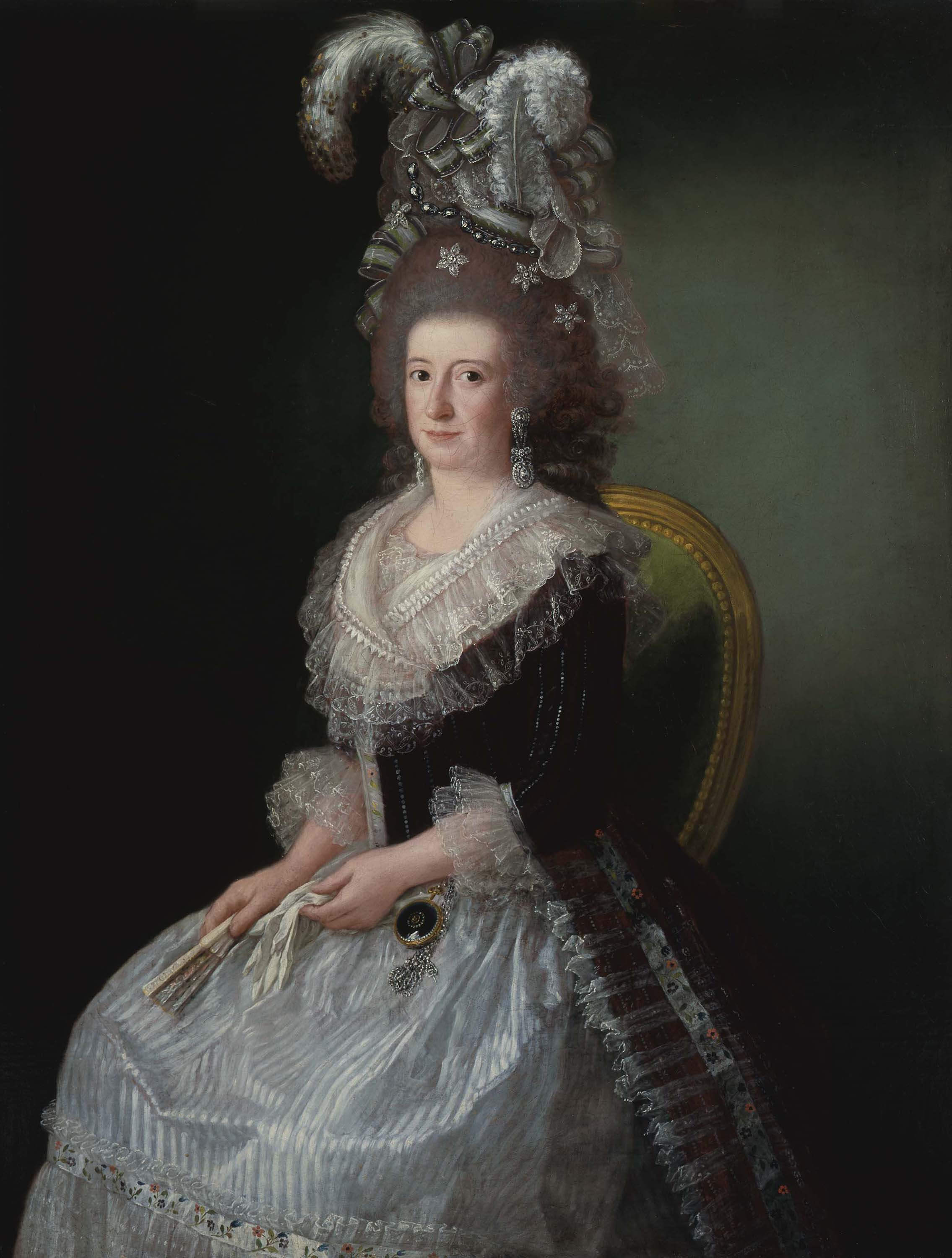
María Josefa Piscatori Díaz de Lavandero, marquesa de San Andrés de Parma (c.1791), Museo Nacional de San Carlos, Ciudad de México.

Los retratos de Esteve se caracterizan por su delicadeza, el trabajo del color con veladuras y la predilección por los tonos grises y plateados. Destacan los elementos decorativos y el gusto en el detalle, que no hacen más que enriquecer la obra. 

### Lista de obras
- ~1790 -  Retrato de Vicente Isabel Osorio de Moscoso y Álvarez de Toledo, Marqués de Astorga.
- 1796-1797 - Retrato familiar de la duquesa de Osuna, como dama del orden de las damas nobles de la reina María Luisa. Museo del Romanticismo de Madrid (adquirido en 2008). Óleo sobre lienzo, 200 x 150 cm. Enlace
- 1797 - Manuela Isidra Téllez-Girón, futura duquesa de Abrantes Museo del Prado (Inv. 1945). Óleo sobre lienzo, 190 x 116 cm. Enlace
- ~1798 -  Retrato de la condesa de Sástago. Museo Lázaro Galdiano (Inv. 2346 ). Óleo sobre lienzo, 84.3 x 65.7 cm.
- ~1798  - Retrato de Joaquina Téllez-Girón, hija de los IX duques de Osuna. Museo del Prado (Inv. 2581). Óleo sobre lienzo, 110,5 x 86 cm. Enlace
- ~1798  - Retrato de dama. Museo del Prado (Inv. 6535), en depósito en el Museo de Bellas Artes de Granada como obra de José Gutiérrez de la Vega.
- 1798 - Retrato de Martín Álvarez de Sotomayor. Museo del Prado (Inv. 7259). Óleo sobre lienzo, 205 x 146 cm. Enlace
- 1798-1799 - Retrato de Carlos IV en uniforme de coronel de la Guardia de Corps. Museo del Prado (Inv. 727). Óleo sobre lienzo, 207 x 127 cm. Copia de Goya. Enlace
- 1799 - Retrato de la reina María Luisa, con mantilla. Museo del Prado (Inv. 728). Óleo sobre lienzo, 208 x 127 cm. Copia de Goya. Enlace
- 1805-1810 - Mujer de Don Francisco Javier de la Vega. Colección particular. Madrid. Óleo sobre lienzo.
- 1805-1810 - Retrato de dos niños y una niña. Colección particular. Barcelona. Óleo sobre lienzo.
- 1807 - Manuel Godoy, Príncipe de la Paz. Museo de la Real Academia de San Fernando. Óleo sobre lienzo, 250 x 176 cm. Copia de un lienzo de Goya.
- 1807 - Manuel Godoy, Príncipe de la Paz. Museo de Bellas Artes de Valencia (Inv. 2681). Óleo sobre lienzo, 242.8 x 168.7 cm. Copia de un lienzo de Goya (el mismo que en el caso anterior).
- 1807 - Godoy, Príncipe de la Paz como el gran almirante de España. Colección particular. Madrid. Óleo sobre lienzo.
- 1806-1808 - Godoy, Príncipe de la Paz como el gran almirante de España. Art Institute of Chicago. Óleo sobre lienzo, 84 x 66 cm. Enlace
- 1806-1808 - Godoy, Príncipe de la Paz como el gran almirante de España. Museo de la Real Academia de San Fernando (Inv. 196). Óleo sobre lienzo.
- 1808 - Retrato del conde de Puñonrostro. Colección particular. Óleo sobre lienzo.
- 1808-1810 - Retrato del conde de Cabarrús. Óleo sobre lienzo, 215 x 140 cm.
- 1808-1809 - Pedro Alcántara de Toledo y Salm Salm. XIII Duque del Infantado. Diputación provincial de Vitoria (Álava). Óleo sobre lienzo, 130 x 109 cm.
- 1809 - Retrato de José María Ramírez de Verger. Colección particular. Óleo sobre lienzo.
- 1809-1812 - Caballero de la orden del Toisón de oro y de la orden de Bonaparte de España. ¿Miguel José de Azanza?. Colección particular, Zaragoza.
- ~1813 - Retrato de Mariano San Juan y Pinedo, conde consorte de la Cimera. Museo del Prado (Inv. 2876). Óleo sobre lienzo, 128 x 89 cm. Enlace
- ~1813 - La condesa de Bureta. Colección particular. Madrid. Óleo sobre lienzo, 82 x 64 cm.
- 1813-1814 - Retrato de niño con uniforme de Guardias de infantería española. Colección particular. Óleo sobre lienzo, 145 x 110 cm.
- 1813-1814 - Retrato de señora desconocida de la casa de Gomar. Colección particular. Madrid. Óleo sobre lienzo, 105 x 84 cm.
- 1814 - Retrato de la Duquesa del Parque. Colección particular. Madrid. Óleo sobre lienzo, 165 x 125 cm.
- ~1814 - Retrato de Álvaro de Ulloa. Colección particular de Madrid. Óleo sobre lienzo, 145 x 110 cm.
- ~1814  - Niño de unos cuatro años de edad. Colección particular. Madrid.
- ~1814 - Retrato de Justo Pastor Pérez y Santestevan. Óleo sobre lienzo, 100 x 78 cm.
- ~1815 - Retrato de Fernando VII (atribuido). Museo Provincial de Sevilla. Óleo sobre lienzo, 218 x 134 cm.
- ~1815 - Retrato de una señora. Museo del Prado. Óleo sobre lienzo, 76.5 x 58.5 cm. Enlace
- ~1815 - Retrato de niña de unos cuatro años con un conejo. Colección particular. Madrid. Óleo sobre lienzo, 98 x 75 cm.
- 1815 - Retrato de Fernando VII (atribuido). Colección Lázaro. Óleo sobre lienzo, 45, 5 x 36 cm.
- 1815 - Retrato de Fernando VII. Diputación provincial de Vitoria. Óleo sobre lienzo, 130 x 109 cm.
- 1815 - Retrato de Fernando VII a caballo. Óleo sobre lienzo. Desaparecido.
- 1815 - Retrato de Carlos María Isidro a caballo. Óleo sobre lienzo. Desaparecido.
- 1815 - Retrato del General Pascual Sebastián Liñan Dolz de Espejo. Colección particular. Madrid. Óleo sobre lienzo, 115 x 88 cm.
- ~1815 - Retrato del Cardenal Luis de Borbón. Sacristía de la Catedral de Toledo. Óleo sobre lienzo.
- ~1815 - Retrato de dos niños de tres años. Colección particular. Madrid. Óleo sobre lienzo.
- ~1815 - Niña de tres años. Colección particular. Madrid. Óleo sobre lienzo, 80 x 65 cm.
- ~1815 - Niña con bandeja. Colección particular. Madrid. Óleo sobre lienzo.
- ~1815 - Caballero de la orden de Carlos III. Colección particular. Óleo sobre lienzo, 215 x 160 cm.
- ~1815 - X conde de Maceda. Colección particular. Madrid.
- ~1815 - Señora joven desconocida cosiendo. Colección particular. Óleo sobre lienzo, 70 x 54 cm.
- ~1815 - Retrato del XV conde de Miranda del Castañar. Colección particular. Óleo sobre lienzo, 210 x 130 cm.
- 1816 - Isabel de Braganza. Colección Duc de Valencia. Óleo sobre lienzo, 230 x 150 cm.
- 1816 - Isabel de Braganza. Diputación de Navarra (desaparecido). Óleo sobre lienzo.
- 1816-1818 - Retrato de Fernando VII. Colección particular. Óleo sobre lienzo.
- 1816 - Carlos María Isidro. Museo de la Real Academia de Bellas Artes de San Fernando (Inv. 17). Óleo sobre lienzo, 208 x 130 cm.
- 1816 - Retrato del Infante Carlos María Isidro de Borbón vistiendo uniforme de capitán general. Colección Iñigo Pérez de Rada Cavanilles. Óleo sobre lienzo, 198 x 125 cm.
- 1816 - Carlos María Isidro. Sala González Abreu, Museo Provincial de Sevilla. Óleo sobre lienzo, 83 x 66 cm.
- ~1816 - Carlos María Isidro. Colección particular. Óleo sobre lienzo, 210 x 131 cm.
- ~1816 - María Francisca de Asís de Braganza. Real Academia de Bellas Artes de San Fernando (Inv. 701). Óleo sobre lienzo, 84 x 62 cm.
- 1817 - Marqués de Cogolludo, infante, con sus hermanos, los niños de Medinaceli. Colección particular. Sevilla. Óleo sobre lienzo, 215 x 152 cm.
- ~1817 - Niño del cordero. Museo Lázaro Galdiano (Inv. 2014). Óleo sobre lienzo, 125,2 x 96,3 cm. / 142,3 x 114 x 8,5 cm.
- ~1817 - Militar. Colección particular de Madrid (desaparecido). Óleo sobre lienzo.
- ~1817 - Retrato del conde de Torrejón y su hijo. Óleo sobre lienzo, 200 x 127 cm.
- ~1817 - Retrato de Leandro Fernández de Moratín. Colección Lázaro. Óleo sobre lienzo.
- 1818-1820 - Hombre desconocido con vestimenta civil. Colección particular.
- 1818-1820 - Retrato de Diego de Colón de Toledo. Colección particular. Óleo sobre lienzo, 155 x 103 cm.
- Isabel de Braganza. Colección particular madrileña. Óleo sobre lienzo, 86 x 64 cm.